# Sztepan Klocsurak
Sztepan Klocsurak (ukrán és ruszin nyelven: Степан Клочурак ; Kőrösmező, 1895. február 27. – Prága, 1980. február 8.), csehül Stepan Kločurak ruszin politikus, Kárpátalja függetlenségéért harcolt. A kárpátaljai ruszin mozgalom ukranofil szárnyához tartozott, később azonban a csehszlovák orientáció támogatója lett.

## Élete
Gimnáziumi tanulmányait Ungváron és Máramarosszigeten végezte, majd a máramarosszigeti jogi akadémián szerzett végzettséget. Az első világháború idején, 1915-ben besorozták katonának, az orosz és román fronton teljesített szolgálatot. Katonai szolgálata alatt főhadnagyi rendfokozatig jutott. A világháború vége Prágában érte. A háborúból hazatérve a hucul függetlenségi mozgalmat vezette. Kezdetben a hucul nemzeti rendőrséget (Huculszka Narodna Oborona) vezette. 1918. november 8-án összehívta Kőrösmezőn a népi gyűlést, mely megválasztotta az Ukrán Népi Tanácsot és a 12 fős kormányt, melynek Klocsurak lett a vezetője. E minőségében Ivan Klimpussal látogatást tett tett Sztanyiszlavivban a Nyugat-Ukrán Népköztársaság kormányánál, ahol kinyilvánították, hogy a kárpátaljai huculok csatlakozni kívánnak a nyugat-ukrán államhoz. 1918. december 12-én részt vett a Károlyi Mihály magyar miniszterelnök által életre hívott Ruszin Néptanács budapesti ülésén, ahol azonban elvetette a magyar kormány által ajánlott magyar orientációjú ruszin államalakulat ötletét, helyette egy össz-ruszin gyűlés összehívását kezdeményezte Huszton. Ezt követően részt vett az 1918. december 18-án Máramarosszigeten megtartott ruszin népi küldöttek gyűlésének előkészítésében és lebonyolításában. A gyűlésen Klocsurakot a Máramarosi Ruszin Néptanács tagjává választották (a tanács vezetője Julij Brascsajko, helyettese Avgusztin Stefan volt).
A Nyugat-Ukrán Népköztársaság kormányának tanácsára mint tapasztalt katona ő irányított Kőrösmezőn az 1919. január 8-i hucul felkelést, melynek nyomán kikiáltották a Hucul Köztársaságot. Megpróbálta kiterjeszteni a Kőrösmezőre és környékére támaszkodó Hucul Köztársaság területét, ezért megkísérelte visszafoglalni a román megszállás alatt lévő Máramarosszigetet. A hucul csapatok azonban vereséget szenvedtek, a városból nem sikerült kiszorítani a román csapatokat.
1919. január 21-én részt vett a Huszton megtartott össz-ruszin népgyűlésen, ahol a megalakult Ruszin Központi Néptanács tagjává választották, és kinevezték a néptanácsnak a Nyugat-Ukrán Népköztársaság Sztanyiszlavban székelő kormányához akkreditált képviselőjévé. A Nyugat-Ukrán Népköztársaság bukását követően visszatért Kőrösmezőre, ahol azonban 1919. június 12-én a román hatóságok letartóztatták, a máramarosszigeti katonai akciója miatt elítélték és Bukarestben bebörtönözték. A bukaresti ukrán misszió közbenjárására azonban hamarosan szabadon engedték. Még bukaresti fogvatartása alatt memorandumot intézett az ungvári Központi Ruszin Néptanácshoz annak érdekében, hogy Kárpátaljával együtt Máramarosszigetet is Csehszlovákiához csatolják.
A Podkarpatszka Rusz létrehozását és Csehszlovákiához csatolását, valamint a nyugat-ukrán állam bukását látva, Klocsurak a csehszlovák orientáció támogatója lett. 1920-ban a Podkarpatszka Rusz szociáldemokrata pártjának egyik szervezője, valamint a párt lapjának, az Narod (1922–1934 között Vpered) című lapnak a főszerkesztője volt. Egy idő után azonban felhagyott a politikával és fakereskedéssel kezdett el foglalkozni, amíg az 1929–1933-as gazdasági világválság a csődbe nem sodorta. Ez vitte vissza a politikai életbe, 1934-ben belépett az Agrárpártba, a párt ukrán szekciójának a tagja lett, és a párt lapjának, a Zemlja i volja („Föld és szabadság”) lapnak a főszerkesztőjeként tevékenykedett. 1920-tól a Proszvita közművelődési társaság elnökségének is tagja volt, valamint a Podkarpatszka Rusz dohánytermelői szövetségének főtitkári posztját is betöltötte.
1938-ban a Központi Ruszin Néptanács delegációjának tagjaként részt vett Prágában a Podkarpatszka Rusz autonómiájáról a cseh kormányzattal folytatott tárgyalásokon. 1938 januárjában a ruszin szojm tagjává választották. Avgusztin Volosin kormányában 1939. március 7–15. között egészségügyi, közmunkaügyi és gazdasági miniszter, majd március 15-én védelmi és mezőgazdasági miniszter volt. A Volosin-féle kárpátukrán államalakulat bukása és Kárpátalja Magyarországhoz történt visszacsatolását követően a németek által megszállt Prágába menekült, ott élt a második világháború évei alatt. A Prágát elfoglaló szovjet csapatokkal érkező SZMERS-különítmény 1945. május 14-én letartóztatta, majd a Szovjetunióba deportálták. Szovjetellenes tevékenység vádjával nyolc év kényszermunkára ítélték, a vorkutai Gulag-táborban tartották fogva. Büntetését 1953-ban életfogytiglani fogvatartásra módosították. Csak 1957-ben térhetett vissza Prágába mint csehszlovák állampolgár. Élete hátralevő részében feketemunkásként geológiai méréseken dolgozott. Emlékiratainak első kötetében a Hucul Köztársaság történetét dolgozta fel, a második kötetben pedig az 1919–1945 közötti időszakot tekintette át. Emlékiratainak harmadik kötetét az 1945-től 1957-ig terjedő fogvatartásának akarta szentelni. Visszaemlékezései első kötetét Do voli („A szabadságig”) címmel 1978-ban adták ki New Yorkban. A második kötet előkészítése során a kéziratot a csehszlovák állambiztonsági szervek megtalálták és elkobozták, sorsa ismeretlen.